# Viesly
Viesly är en kommun i departementet Nord i regionen Hauts-de-France i norra Frankrike. Kommunen ligger i kantonen Solesmes som tillhör arrondissementet Cambrai. År 2022 hade Viesly 1 364 invånare.

## Befolkningsutveckling
Antalet invånare i kommunen Viesly
| Referens: INSEE |